# مص الإبهام

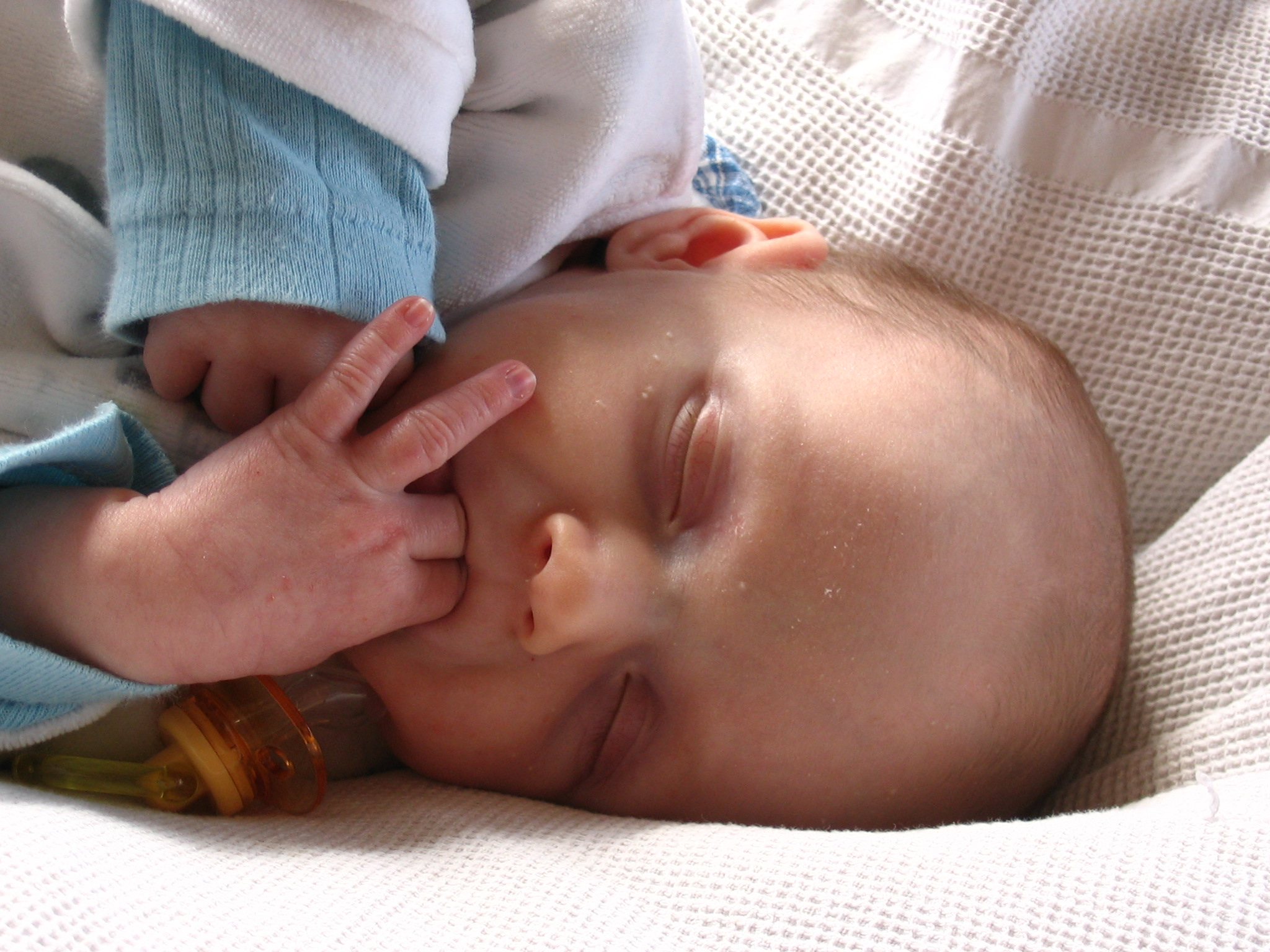
قد يمص الرضع المصاصة أو الإبهام أو الأصابع لتهدئة أنفسهم

مص الإبهام ويُعرف أيضًا باسم مص الأصبع هو مصطلح طبي يشير إلى سلوك طبيعي عرف عند الإنسان. تعتبر مشكلة مص الأصابع وخاصة مص الإبهام ظاهرة شائعة بين الأطفال صغار السن وتبدأ عادة من الشهور الأولى من عمر الطفل بل قد تكون قبل الولادة أي: والطفل في بطن أمه، والأطفال الصغار قد يعوضون حاجتهم لعملية المص، بالأكل والشرب والآخرون يلجؤون لمص الإصبع أو أشياء أخرى. والثديات الأخرى والحاجة لعملية المص تقل غالباً بعد عمر 6 شهور لكن بعض الأطفال يستمرون في مص أصابعهم أو إبهامهم للتهدئة أو الإحساس بالراحة أو بحكم العادة وغالباً ما يمص الطفل أصابعه عندما يشعر بالقلق أو الضجر أو حتى للشعور بالهدوء أو بالنعاس ويزداد مص الأصابع عندما يكون الطفل مريضاً أو خائفاً أو جائعاً.
فبالرغم من ان مص الأصبع حاجة غريزية درسها الخبراء، إلا أن لها مدة زمنية معينة يؤدي استمرارها بعد ذلك إلى مشكلة ولكن الأم تستطيع تدارك الأمر سريعا.

## تعريف مص الأصبع
- المص بشكل عام هو مجرد سلوك طبيعي قد يكون وسيلة لعب مثلا أو ردة فعل طبيعية عندما يجوع الطفل وليس مرضا.

و تعني إدخال الطفل سبابته في فمه واغلاق شفتيه عليه وأثناء المص تبدو حركة بسيطة للفكين والوجنتين.
- ويمكن ان يكون المص ليس لأصابع اليد فقط وانما قد يمص الطفل إصبع القدم أو المنطقة بين السبابة وابهام اليد.
- وقد يستعمل الطفل اشياء أخرى بدلا من ابهامه في عملية المص، إذ يمسك قطعة من الملابس أو يجذب اذنه أو يلف شعره بأصبعه اثناء ذلك.
- ومص الاصبع سلوك عادي في مرحلة الطفولة المبكرة ويمكن اعتباره من أكثر العادات شيوعا وانتشارا، اما إذا استمر المص إلى ما بعد السادسة من العمر فينبغي البحث عن الاسباب ووضع الطرق الناجحة للعلاج.

## أضرار مص الأصابع
تشير كثير من الدراسات الي ان مص الاصابع له اثار ضارة علي الاسنان الدائمة خلال العام السابع ; كما ان عمر الطفل ومدة المص وشدته وحالة الفم تؤثر في امكانية حدوت مشكلات للاسنان مثل:-
- 1- نتوء الأسنان إلى الخارج.
- 2- عدم إطباق الأسنان بشكل صحيح.
- 3- حدوث مشكلات في المضغ والتنفس.
- 4- ضعف نمو عظام الفكين.
- 5- مشاكل في النطق والكلام، مثل صعوبة نطق بعض الاحرف كحرفي «التاء ـ الدال «.
- 6- التلعثم في الكلام.
- 7- دفع اللسان إلى الامام عند النطق.

وهم يحتاجون إلى فحص الأسنان والفك وإلى تقويم عملية الكلام والتخاطب وعندما تكون عادة مص الإصبع شديدة وعنيفة يحتاج الطفل إلى العلاج النفسي.
| نسبة الأطفال الذين يمصون إبهامهم (بيانات جمعها اثنين من الباحثين) \| العمر \| Kantorowicz[4] \| Brückl[5] \| \| 0–1 1–2 \| 92% 93% \| 66% \| \| 2–3 \| 87% \| – \| \| 3–4 4–5 5–6 \| 86% 85% 76% \| 25% \| \| Over 6 \| — \| 9% \| |             |        |
| العمر | Kantorowicz | Brückl |
| 0–1 1–2 | 92% 93%     | 66%    |
| 2–3 | 87%         | –      |
| 3–4 4–5 5–6 | 86% 85% 76% | 25%    |
| Over 6 | —           | 9%     |

## علاج مشكلة مص الاصبع والوقاية
- اشباع حاجات الطفل من الطعام.
- توفير الحب والحنان والعطف الكافيين اللذان يشعرانه بالأمن النفسي بضم الطفل عند اطعامه وتقبيله وملاعبته.
- توجيه الطفل عندما يمص اصبعه بحب وحنان وتجنب عقابه أو زجره بقوة.
- وضع مادة مرة على اصبع الطفل وذات طعم كريه منفر.
- قد يستخدم الطفل اصبعه لجذب انتباه والديه إذا علم انهما يهتمان به كثيرا عندما يمارس هذا السلوك وهنا يستخدم اسلوب التجاهل للطفل
- الحديث مع الطفل وبيان هذه العادة السيئة له إذا كان سنه يسمح بالفهم.
- التجاهل وينصح به للأطفال دون سن السادسة وقبل ظهور الأسنان الدائمة.
- الثواب والعقاب وذلك بالمدح الاجتماعي أو المادي بحيث يوضع للطفل نجمة على لوحة منشورة كلما شوهد وإصبعه ليس في فمه وذلك بالتدرج في البداية بمراقبته أثناء النهار ثم في الليل.
- إبعاد المثيرات فإذا أرتبط هذا النشاط بلعبة معينة أبعدت هذه اللعبة عن الطفل.
- إيهام الطفل بعلاجه وذلك بدهن إصبعه بزيت زيتون أو لون على الإصبع الذي اعتاد على مصه.
- طلاء ماده طعمها مر على الاصابع حتى يتذكر كلما حاول المص.
- وفي حالة فشل الأساليب السابقة في العلاج فيجب اللجوء إلى الطبيب المختص لاستخدام الوسائل الأخرى للعلاج والتي تتمثل في:
- العلاج السلوكي: ويساعد الطفل في أن يتجنب مص أصابعه من خلال تقنيات مختلفة لتغيير بعض سلوكياته.
- جهاز الإبهام: هو مصنوع من البلاستيك ويلبس في الإبهام ويثبت في مكانه بشريط لاصق حول الرسغ وهذا الجهاز يمنع الطفل من مص إصبعه ويلبس طوال اليوم ويتم رفعه عندما تمر 24 ساعة بدون محاولة الطفل مص إصبعه ويتم وضعه ثانية عندما يحاول الطفل تكرار المص.

## وصلات خارجية
- American Dental Association: patient advice
- JADA study: Duration of pacifier use, thumb sucking may affect dental arches
- http://www.cda-adc.ca/en/oral_health/cfyt/dental_care_children/pacifiers.asp
- http://www.blurb.com/bookstore/detail/2268598 نسخة محفوظة 30 يونيو 2017 على موقع واي باك مشين. : "Latchment Before Attachment, The First Stage of Emotional Development, Oral Tactile Imprinting" Author Elsie Mobbs, GT.Crarf Publisher, Westmead, 2011.
- http://www.thumbsuckingadults.com
- Wellness Coalition America: A Simple Solution for Thumb Sucking